# Herzogbergtunnel
Der Herzogbergtunnel ist ein zweiröhriger Autobahntunnel im Zuge der Süd Autobahn A2 in der Steiermark, Österreich. Die Länge der Südröhre beträgt 2.007 m, die der Nordröhre 2.093 m.
Die erste Röhre, die Nordröhre, wurde bereits am 27. September 1982 im Zuge der Eröffnung der Süd Autobahn zwischen den Anschlussstellen Mooskirchen und Modriach, dem sogenannten Packabschnitt, eröffnet. Diese Strecke wurde nur im Halbausbau errichtet. Im Zuge dessen wurde auch eine zweite Röhre des Herzogbergtunnels auf spätere Zeiten verschoben.
Der Herzogbergtunnel erlangte bald, wie auch der Gräberntunnel weiter südlich, Berühmtheit aufgrund der zahlreichen Staus im Urlauberverkehr. Nach dem verheerenden Tunnelbrand im Tauerntunnel am 29. Mai 1999 wurde schließlich der Ausbau sämtlicher Tunnels in Österreich beschlossen. Dies umfasste auch die zweite Röhre des Herzogbergtunnels.
Baubeginn für den zweiten Tunnel war der Juni 2000. Am 29. Juni 2006 konnte schließlich die zweite Röhre und die sanierte alte Röhre für den Vollbetrieb freigegeben werden. Bereits im Juni 2005 war die neue Röhre fertig, der Verkehr wurde in den Sommermonaten durch beide Tunnels geführt. Nach Ende der Sommerreisezeit wurde im September 2005 mit der Sanierung der Nordröhre begonnen, der gesamte Verkehr wurde bis zur vollen Verkehrsfreigabe beider Röhren einspurig in der neu errichteten Tunnelröhre geführt. Verzögert wurde der Bau um ca. ein Jahr durch einen Einspruch einer Baufirma bei der Vergabe der elektromaschinellen Ausrüstung.
Noch vor der Fertigstellung der neuen Röhre wurde im Tunnel der vier Millionen Euro teure Fernsehfilm Der Todestunnel der Bavaria Film gedreht.

## Unfälle
Am 26. März 2013 ereigneten sich im Herzogbergtunnel zwei unabhängige Unfälle. In der Tunnelröhre Richtung Kärnten kollidierten 5 Lkw und 14 Pkw, in Richtung Graz 2 Lkw und 1 Pkw. Bei den Unfällen wurden insgesamt 29 Personen verletzt.